# Іцак Нахманович

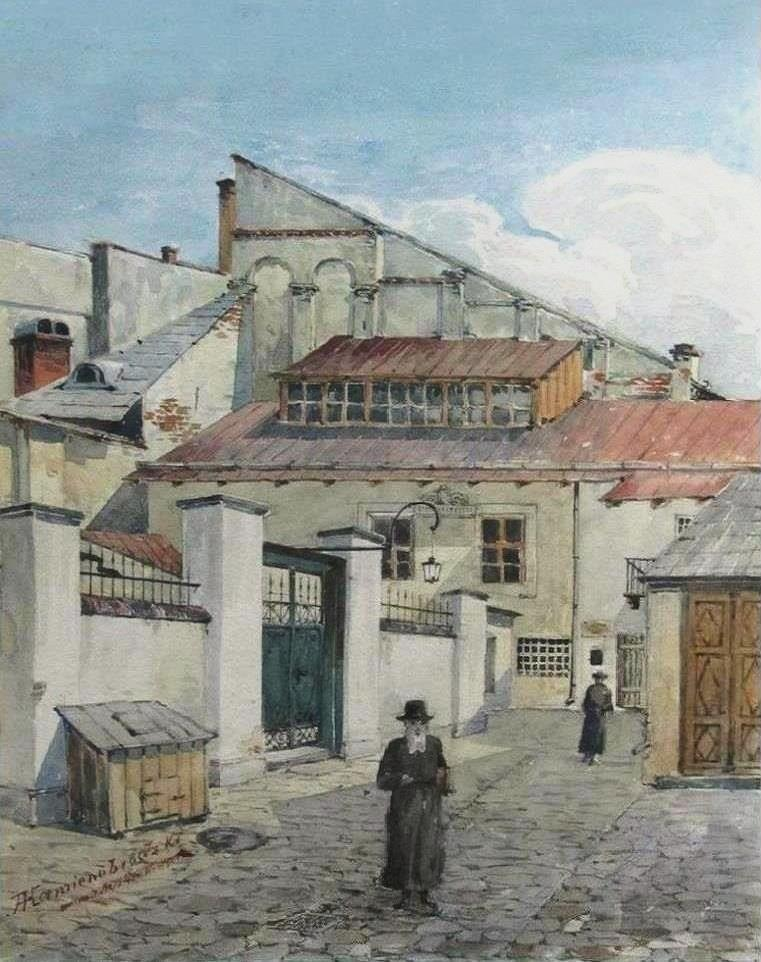
Синагога «Золота Роза» у Львові (Альфред Каменобродський, акварель кінця XIX ст.)

Іцак Нахманович (пол. Izak Nachmanowicz, івр. יצחק בן נחמן; ? — 1595)  — багатий львівський лихвар та купець, сеньйор львівського кагалу та головний фінансист короля Стефана Баторія. Фінансував будівництво синагоги Турей Загав, відомої також як «Золота Роза», або синагога Нахмановича.

## Біографія
Перша згадка про І. Нахмановича датована 1565 роком, як про члена міського єврейського суду. У документах вживають титул «доктор», що найімовірніше вказує на те, що він був сеньйором галицьких євреїв. Як лихвар Нахманович нерідко брав значні фінансові й не лише ризики. Хроніки згадують його ім'я в справі якогось Сулімбека (Шулемберґа), в якого польський король Сигізмунд III Ваза взяв 2500 флоринів під заставу золота та коштовних каменів. Сулімбек невдовзі отримав суму назад, проте замість того, щоби повернути заставу королю, залишив її в Нахмановича за 1500 флоринів, а сам зник десь у напрямку Перемишля.
Під час львівської пожежі 1571 року згоріла стара міська синагога, а відбудована синагога була замалою і не вміщала велику єврейську спільноту міста. Незважаючи на значні адміністративні перешкоди, 1581 року Нахманович отримав королівський дозвіл на будівництво нової синагоги. Будівництвом, яке завершили 1562 року, займався Павло Щасливий — один з найвідоміших львівських будівничих доби Ренесансу.
Іцак Нахманович помер 1595 року, був похований на старому міському єврейському цвинтарі. Цвинтар, разом з могилою Нахмановича, зруйнували під час другої світової війни, а 1947 року на його місці радянська влада збудувала Краківський ринок.

## Сім'я
Від дружини Хвали мав синів Мордехая та Нахмана й доньку, дружину купця Соломона.